# Đông Khê (phường)
Đông Khê là một phường cũ từng thuộc quận Ngô Quyền, thành phố Hải Phòng, Việt Nam.

## Địa lý
Phường Đông Khê có diện tích 1,73 km², dân số năm 2022 là 19.039 người, mật độ dân số đạt 11.005 người/km².

## Lịch sử

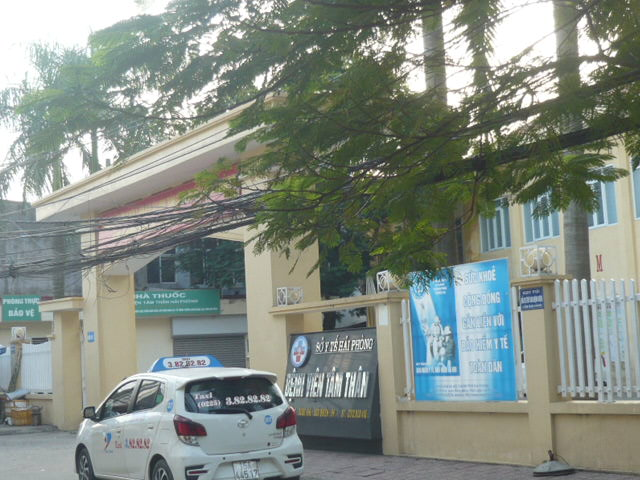
Bệnh viện Tâm Thần, nằm tại địa bàn phường Đông Khê

Làng Đông Khê có lịch sử bắt đầu từ thế kỷ thứ 10, khi Ngô vương Quyền đại phá quân Nam Hán trên sông Bạch Đằng, có sự tham gia tích cực của dân làng Đông Khê. Tương truyền, khu vườn Quyến thuộc làng cũ Đông Khê (nay là nghĩa trang Vườn Quyến) chính là nơi Ngô Quyền yết bảng, cầu hiền tài luyện tập quân sỹ, chuẩn bị trận Bạch Đằng, làng Đông Khê ngày ấy đã dựng cây cầu gỗ nhỏ nối liền làng xóm với đồn binh của Ngô Quyền, cây cầu có tên gọi là cầu gù (khu vực đường Nguyễn Bỉnh Khiêm bây giờ).
Theo nhà sử học Ngô Đăng Lợi (Hội Khoa học - Lịch sử thành phố), làng Đông Khê còn được biết đến với truyền thống đấu tranh bất khuất trong lịch sử chống thực dân Pháp xâm lăng, nhất là các phong trào do Đảng Cộng sản Việt Nam lãnh đạo, nhiều người dân Đông Khê tham gia tích cực. Nơi đây từng có cách mạng của Thanh niên Cách mạng đồng chí hội (năm 1929), Đảng bộ Cộng sản Hải Phòng (1930), phong trào ái hữu thời kỳ Mặt trận Nhân dân (1936 - 1939), phong trào Việt Minh, hội truyền bá Quốc Ngữ (1941 - 1945), tiếc rằng qua thời gian những di tích này hiện đã không còn nữa.
Ngày 7 tháng 4 năm 1966, Chính phủ ban hành Quyết định số 67-CP về việc thành lập huyện An Hải trên cơ sở huyện An Dương và huyện Hải An. Khi đó, xã Đông Khê thuộc huyện An Hải.
Ngày 17 tháng 2 năm 1987, Hội đồng Bộ trưởng ban hành Quyết định số 38-HĐBT về việc:
- Sáp nhập xã Đông Khê thuộc huyện An Hải vào quận Ngô Quyền quản lý.
- Thành lập phường Đông Khê thuộc quận Ngô Quyền trên cơ sở toàn bộ 174,5 ha đất với 5.593 nhân khẩu của xã Đông Khê và 10,5 hécta đất với 749 nhân khẩu của phường Lạch Tray.

Phường Đông Khê có 185 ha đất và 6.342 nhân khẩu.
Ngày 20 tháng 7 năm 2022, HĐND TP. Hải Phòng ban hành Nghị quyết số 26/NQ-HĐND về việc:
- Thành lập tổ dân phố số 2 trên cơ sở tổ dân phố số 4 và tổ dân phố số 5.
- Thành lập tổ dân phố số 5 trên cơ sở tổ dân phố số 14 và tổ dân phố số 15.
- Thành lập tổ dân phố số 8 trên cơ sở tổ dân phố số 21 và tổ dân phố số 22.
- Thành lập tổ dân phố số 10 trên cơ sở 3 tổ dân phố: số 20, số 23, số 24.

Ngày 16 tháng 6 năm 2025, Ủy ban Thường vụ Quốc hội ban hành nghị quyết sắp xếp đơn vị hành chính cấp xã của thành phố Hải Phòng năm 2025. Theo đó:
- Một phần diện tích tự nhiên, quy mô dân số của phường Đông Khê được sắp xếp với toàn bộ diện tích tự nhiên, quy mô dân số của các phường Máy Chai, Vạn Mỹ, Cầu Tre, một phần diện tích tự nhiên, quy mô dân số của phường Gia Viên thành phường mới có tên gọi là phường Ngô Quyền.
- Phần còn lại của phường Đông Khê được sắp xếp với toàn bộ diện tích tự nhiên, quy mô dân số của phường Đằng Giang, một phần diện tích tự nhiên, quy mô dân số của phường Cầu Đất, phường Lạch Tray, phần còn lại của phường Gia Viên thành phường mới có tên gọi là phường Gia Viên.[2]

## Văn hóa
- Đình Đông Khê.
- Chùa Đông Khê.
- Chùa An Đà.